# Zotalemimon obscurior
Zotalemimon obscurior là một loài bọ cánh cứng trong họ Cerambycidae.